# Les Surprises de la radio
Pour plus de détails, voir Fiche technique et Distribution.
Les Surprises de la radio est un film français réalisé par Marcel Paul (pseudonyme de Marcel Aboulker), sorti en 1940.

## Fiche technique
- Titre : Les Surprises de la radio
- Réalisation : Marcel Aboulker, assisté d'André Cerf
- Scénario et dialogues : Maurice Diamant-Berger et Jean Nohain
- Photographie : René Gaveau et René Colas
- Décors : Raymond Druart et Marcel Magniez
- Son : Camille Zurcher
- Montage : Marguerite Beaugé
- Musique : Pierre Zeppilli
- Société de production : Productions Charles Bauche
- Pays de production :  France
- Format : Noir et blanc — 35 mm — 1,37:1 — Son mono
- Genre : Comédie
- Durée : 80 minutes
- Dates de sortie : 
  - France : 8 mai 1940

## Distribution
- Marguerite Moreno : elle-même
- Armand Bernard : M. Bontemps
- Coco Aslan : Robert
- Mady Berry : Mme Bontemps
- Jacqueline Dumonceau : Jacqueline
- Yves Deniaud : le facteur
- Georges Paulais : le témoin
- Albert Broquin : le boucher
- Géo Charley